# Cryptocarya fleuryi
Cryptocarya fleuryi är en lagerväxtart som beskrevs av A. Cheval. och H. Liou. Cryptocarya fleuryi ingår i släktet Cryptocarya och familjen lagerväxter. Inga underarter finns listade i Catalogue of Life.